# هيروشي موري (عالم)
هيروشي موري (باليابانية: 森弘 ) (و. 1958 – م) هو عالم فلك، من اليابان، ولد في سايتاما.